# Dylemat Triffina
Dylemat Triffina – jeden z głównych problemów systemu złoto-dewizowego, którego wiarygodność zapewnia zawartość złota w walucie rezerwowej. Utrzymanie stałej zawartości złota w sytuacji rosnącego handlu międzynarodowego jest związane z ryzykiem powstania niedoboru płynności w skali międzynarodowej. Tutaj powstaje konflikt między wiarygodnością stabilności waluty rezerwowej (wymiennej na złoto) a potrzebami płynności w skali międzynarodowej: jeśli zapewniona jest wystarczająca płynność, to utrzymanie zawartości złota może się okazać trudne do realizacji (dylemat Triffina). Opisana sytuacja wiąże się z faktem, iż nic nie gwarantuje równowagi między ilością waluty emitowanej przez kraj utrzymujący system waluty złotej a popytem innych krajów na rezerwy pieniądza związane z transakcjami międzynarodowymi. W związku z tym jeżeli kraj z systemem waluty złotej postanawia dostosować podaż pieniądza do poziomu transakcji międzynarodowych to traci swobodę w używaniu instrumentów własnej polityki gospodarczej. Ponadto waluta rezerwowa wchodzi do obiegu reszty świata w momencie utrzymywania przez kraj z systemem waluty złotej deficytu bilansu płatniczego. Z tym wiążą się kolejne trudności, gdyż taki deficyt może ale nie musi się utrzymywać, może nie być odpowiednio duży albo też ważniejsze mogą okazać się interesy gospodarcze lub inne cele polityki gospodarczej kraju z systemem waluty złotej. Jeżeli mimo wszystko warunek dostosowania wielkości bilansu płatniczego do wysokości transakcji międzynarodowych byłby spełniony wówczas pojawia się problem wiarygodności stabilności wartości waluty rezerwowej. Dzieje się to w momencie kiedy ilość waluty rezerwowej utrzymywanej przez banki centralne reszty świata są zbyt duże w stosunku do rezerw złota kraju utrzymującego system waluty złotej. Wywołuje to obawy o zdolność do zamiany waluty rezerwowej na złoto, gdyby ktoś tego zażądał.
Opisane rozważania miały miejsce w rzeczywistości w okresie powojennym. Początkowo po okresie niedoboru dolarów na rynku międzynarodowym, kiedy to obowiązywał gold dollar standard, duży deficyt bilansu płatniczego Stanów Zjednoczonych rozwiązał problem braku międzynarodowej płynności lepiej niż stworzenie Specjalnych Praw Ciągnienia. Równocześnie wywołało to obawy o wymienialność dolara. 15 sierpnia 1971 roku prezydent Stanów Zjednoczonych R. Nixon został zmuszony do zawieszenia wymienialności dolara na złoto czym zakończył istnienie systemu złota dewizowego w ramach MFW.